# Kepelledro
Kepelledro est un groupe de fest-noz, originaire de Taulé (Nord-Finistère), créé en 2000 et dissout en novembre 2013.

## Biographie
Tout commence en l'an 2000, à Taulé (Finistère Nord), à l'initiative de Jean-Jacques Hamon et de Joël Rivoal, deux des piliers fondateurs. Leur objectif était de monter un groupe de fest-noz avec les moyens techniques et humains de l'époque, en initiant les jeunes à la musique traditionnelle, au sein de l'association musicale Lez'Arts Joyeux. La mayonnaise prend assez rapidement, les répétitions s'enchaînent afin de proposer un répertoire de danses complet et varié. Les deux compères s'entourent alors de musiciens locaux : Benoît Guivarc'h (2000-2003) à l'accordéon chromatique, Nolwenn Le Floch (2000-2001) à la bombarde et Dominique Hamon (2000-2006) à la guitare acoustique.
Mois après mois, le groupe s'étoffe avec l'arrivée de nouveaux musiciens, tous issus de l'école de musique de Taulé : Marie-Aude Le Déroff (2000-2007) et Marlène Milbéo à l'accordéon diatonique, Nadège Hamon (2000-2002) au clavier, Tanguy Hamon (2000-2010) à la batterie. Le groupe est vite repéré pour animer des prestations locales (la première date officielle fut la Fête de la musique à Taulé au mois de juin de l'an 2000). C'est alors que les premiers programmateurs réclament un nom de scène pour créer les affiches. Jean-Jacques Hamon qui, après avoir feuilleté un ouvrage sur les expressions bretonnes, propose "Kepelledro", qui est une contraction d'une expression signifiant "Nous ne vous dérangerons pas longtemps, nous sommes juste de passage". À l'époque, il n'est pas question d'enchaîner les tournées mais uniquement d'assurer des prestations locales, pour le club de danse bretonne de la commune notamment.
En 2001, Kilian Hamon, lui aussi issu de l'école de musique Lez'Arts Joyeux et du bagad Sonerien bro Montroulez, est invité à intégrer le groupe, à la bombarde les deux premières années puis au clavier, après le départ de Nadège Hamon. Le groupe se retrouve alors avec une formation composée de plus de 10 musiciens. C'est aussi à cette période que les "Képés" (surnom que leur donnent les inconditionnels) vont commencer une collaboration plus qu'amicale avec le groupe de danseurs trégorois Koroll Digoroll, de Guimaëc, qui officie sur les planches de la région tous les étés.
De 2002 à 2004, Kepelledro ne cesse de répéter et de se produire. Durant les cinq premières années, entre festoù-noz et spectacles chorégraphiques, le groupe enchaîne les prestations en Bretagne et aux quatre coins de la France (déplacement dans la Sarthe, la Charente-Maritime, le Tarn-et-Garonne...) ! Des dizaines de dates vont s'enchaîner, à la grande surprise des musiciens. Le groupe se fera notamment remarquer lors du Festival Brest 2004, devant un parterre composé de plus de 2 000 danseurs.
En 2005, pour retracer les débuts de cette aventure, les Képés réalisent un DVD intitulé "5 ans déjà !". Le groupe participe à la Semaine du Golfe du Morbihan et au Festival interceltique de Lorient cette même année.
Après avoir rôdé leur répertoire, ils enregistrent en 2006 leur premier album studio, Phare Ouest, pressé à 1 000 exemplaires. La sortie officielle de cet album a lieu le 21 septembre 2006 à l'Alizé, à Guipavas. Dès lors, ce 15 titres pose ses marques de création avec la venue de deux compositions, telles que Le High Tech et In Extremis, des morceaux toujours plébiscités lors de leurs prestations. Il est aussi et surtout une panoplie de réarrangements de morceaux qui suivaient le groupe depuis ses débuts.
En 2007 et 2008, alors que le groupe est toujours sur les routes, deux nouveaux musiciens rejoignent le groupe pour enchaîner festoù-noz et festivals : Adrien Le Minor (2007-2010), aux guitares/voix, et Julie Le Cam (2008-2011) au violon. Des arrivées qui sont synonymes de nouvelles expérimentations musicales et une nouvelle formule à sept musiciens. Le groupe participe en septembre 2007 au célèbre Cyber fest noz à Briec, en duplex avec le Zénith de Paris.

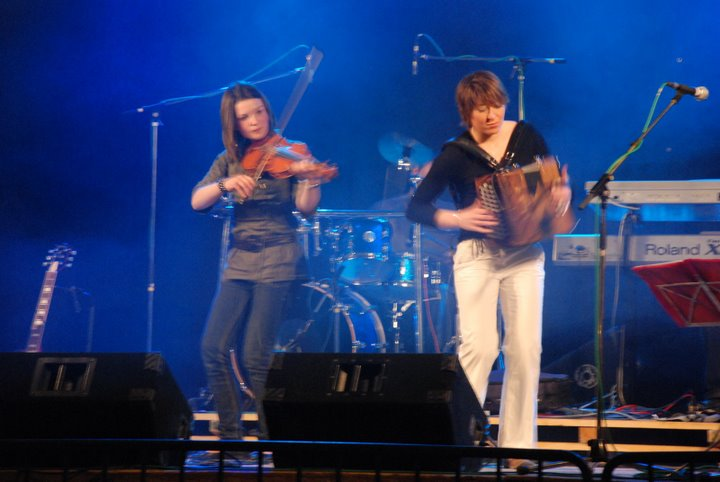
Fest-noz pour la Saint-Partick en mars 2009.

Forte de son expérience sur le premier disque, l'équipe décide de reprendre la route du studio à la fin de la tournée estivale 2007. Quatre mois s'écoulent et la maquette du nouvel album prend forme ; il s'agit cette fois-ci d'un disque composé de 11 créations, sans toutefois mettre de côté les influences traditionnelles. Ce disque résulte d'une année de rencontres et de collaborations avec de nombreux artistes bretons. Les morceaux sont arrangés « maison », avec les inévitables touches rock et électroniques qui caractérisent l’esprit de ce groupe de fest-noz nouvelle génération. La prise de son a été réalisée par Kilian Hamon et le mixage-mastering par Philippe Belleguic (Lynx record Studio, à Quimperlé). L'album Mod nevez ("La nouvelle vague", en breton) sort en juillet 2009, distribué dans les bacs en Bretagne et diffusé sur une vingtaine de radios. L'album est sélectionné pour participer au Grand prix du disque du Télégramme et est chroniqué dans Trad Magazine. C'est aussi en 2009 que le groupe affirme son autonomie en créant son label "LEZ'ARTS Productions", qui régit le management du groupe, l'édition et la distribution des disques.
En 2010, pour fêter ses 10 ans de scène, le groupe entame une grande tournée anniversaire composée de 25 dates dans de nombreuses fêtes et festivals de Bretagne et d'ailleurs. Il marque un point d'honneur à cette première décennie en organisant le 27 novembre 2010, à Taulé, un Fest noz Vraz (fest noz géant) en invitant une douzaine de groupes de renom de la scène traditionnelle actuelle (Startijenn, Loened Fall, Dispac'h, Meltan, Maneg Tort, etc.). Le line-up des musiciens évolue à l'issue de ce dixième anniversaire avec notamment l'intégration de trois nouveaux "Képés" : Léo Proust à la batterie et au sampling, Baptiste Moalic et Kim Bonnel aux guitares et au chant.
En 2011, Kepelledro défend sur les routes son dernier album Mod nevez : les musiciens se déplacent au mois de mai à Bruxelles (Belgique) dans le cadre de l'Urban Tour ou encore à Bordeaux, au mois d'octobre, pour célébrer la 25e Rencontre des Bretons du Sud-Ouest (RBSO), avec une tournée d'été en Bretagne entre ces deux grands déplacements. Après le départ de Julie Le Cam, c'est Delphine Keraudren qui fait quelques apparitions sur scène aux côtés des Képés (déjà quelques remplacements spontanés en 2007-2008), avant de céder la place à Mathilde Lorgeré.
En 2012, le groupe continue d'enchaîner les prestations en Bretagne, avec une tournée d'une trentaine de festivals entre les mois d'avril et d'août (Tombées de la Nuit, Les Tonnerres de Brest 2012, 100 ans de la Fête des Pommiers de Fouesnant, Fête des Vieux Gréements à Paimpol, etc.). Dans un second temps, entre chaque date de fest-noz, le groupe prépare, maquette et enregistre consciencieusement des nouveaux morceaux.
En 2013, le groupe cesse son activité, l'aventure prenant fin le 26 octobre 2013, lors d'un grand fest-noz organisé pour l'occasion, à Lesneven.

## Membres du groupe

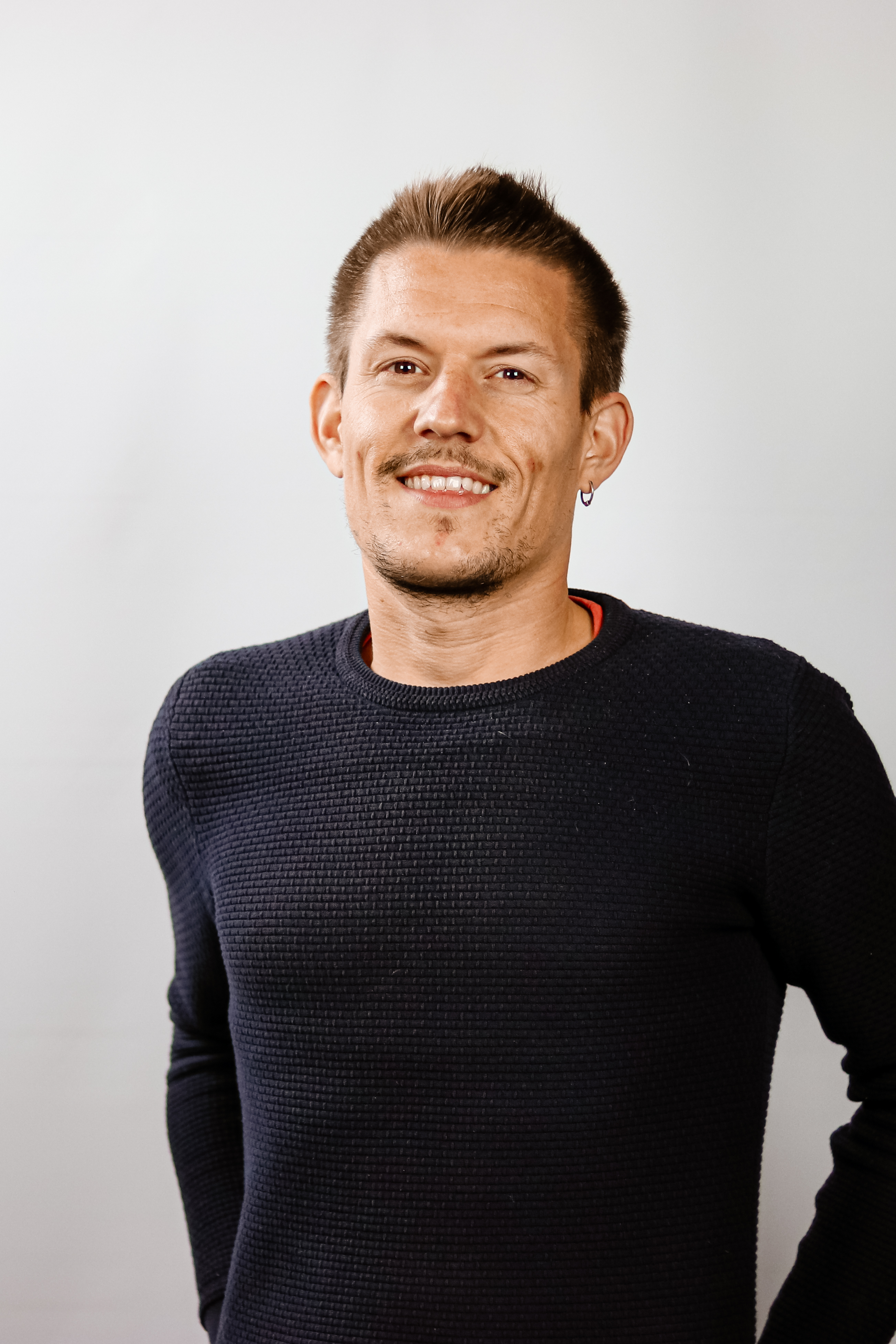
Kilian Hamon

- Marlène Milbéo : accordéon diatonique
- Mathilde Lorgeré : violon
- Léo Proust : batterie, sampling, chant
- Joël Rivoal : flûtes, bombarde, chant
- Jean-Jacques Hamon : basse, chant
- Baptiste Moalic : guitare acoustique, guitare électrique, chant
- Kim Bonnel : guitare électrique, chant
- Kilian Hamon : clavier, chant

## Discographie
- 2005 : 5 ans déjà ! (DVD)

- 2006 : Phare OuestUn premier album "souvenir", mettant un point d'honneur aux six premières années passées à enjoliver les pieds des danseurs en région Bretagne et même ailleurs ! Ce 15 titres pose déjà ses marques de création avec la venue de deux compositions, telles Le High Tech et In Extremis. Il est aussi et surtout une panoplie de réarrangements studio de morceaux qui suivaient le groupe depuis ses débuts...

1. Androïde (Andro)
2. Treujenn Gaol (Suite Fisel) - Tons Kentañ
3. Treujenn Gaol (Suite Fisel) - Tamm-Kreiz
4. Treujenn Gaol (Suite Fisel) - Tons Diwezhañ
5. Le High Tech (Rond St Vincent)
6. Entente Cordiale (Avant deux du Trégor)
7. A Toute Volée (Gavotte Pourlet)
8. Les garçons aux noces (Ridée 6 temps)
9. Noztambul' (Kas Ha Barh)
10. Ar Boutou Nevez (Suite Plinn) - Tons Kentañ
11. Ar Boutou Nevez (Suite Plinn) - Tamm-Kreiz
12. Ar Boutou Nevez (Suite Plinn) - Tons Diwezhañ
13. In Extremis (Andro retourné)
14. Phare Ouest (Hanter Dro)
15. Gaelic Breiz (Cercle Circassien)

Musiciens : Marlène Milbéo, Marie-Aude Le Déroff, Tanguy Hamon, Kilian Hamon, Jean-Jacques Hamon, Joël Rivoal. Un album marqué par l'invitation de l'ex-guitariste-chanteur, Dominique Hamon et de deux danseuses, Sandie Geffroy et Elsa Jourdren.
- 2009 : Mod NevezCe disque résulte d'une année de rencontres et de collaborations avec de nombreux artistes bretons. Les morceaux sont arrangés "maison", avec les inévitables touches rock et électroniques qui caractérisent l’esprit de ce groupe de fest noz "nouvelle génération".

1. Le retour du soldat (Ridée 6 temps)
2. Mod Nevez (Pilé Menu)
3. Fleur de Mai (Laridé 8 temps)
4. New Eire (Polka Irlandaise)
5. Savoir-faire (Rond de Loudéac)
6. Suite Gavotte
7. L'abri du marin (Tons Kentañ)
8. Gurun ha Spern ! (Tamm-Kreiz)
9. Roc'h ar Menez (Tons Diwezhañ)
10. Paotrig bihan deus Plougerne (Rond Pagan)
11. Laridé d'Eden (Laridé 8 temps)
12. Le Victor (Tour)

- Musiciens : Marlène Milbéo, Julie Le Cam, Adrien Leminor, Tanguy Hamon, Kilian Hamon, Jean-Jacques Hamon, Joël Rivoal.
- Invités : Baptiste Moalic, du Merzhin Moon Orchestra, et de Maneg Tort (accordéon diatonique), Marie-Aude Le Déroff (violons).

## Quelques références scéniques et festivals
- Jap' Noz (Plouider), 2012

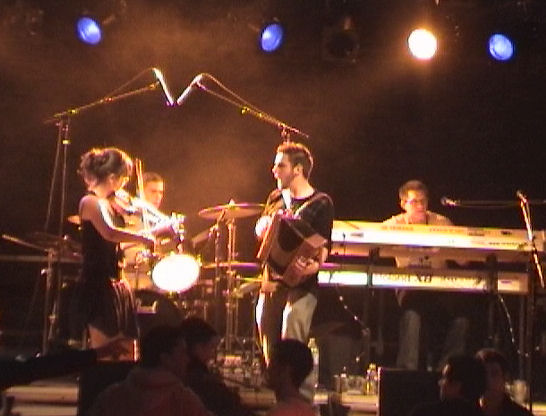
Dellec'Noz de Plouzané, 22 mai 2010

- Festival Fest an Hañv (Taulé), 2012
- Fête des Bruyères (Beuzec-Cap-Sizun), 2012
- Fête des Vieux Gréements (Paimpol), 2012
- 100e anniversaire de la Fête des Pommiers (Fouesnant), 2012
- Tonnerres de Brest (Brest), 2012
- 25e Rencontres Bretonnes du Sud-Ouest (Bordeaux), 2011
- URBAN Tour (Bruxelles), 2011
- Fête de la Saint-Gilles (Pornic), 2010
- Pardon de La Baule, 2010
- Fête des Mouettes (Douarnenez), 2010
- Tombées de la Nuit (Lampaul-Guimiliau), 2010, 2012
- Mardis de Plougasnou, 2010, 2012
- Vendredis du Dellec (Plouzané), 2010
- Festival Les Plumiaoû (Plumieux), 2010
- Festival La Chouap en Musik (La Chapelle-Thouarault), 2010
- Bretagne en Festival (Bordeaux), 2010
- Fest noz de Télécom Bretagne (Plouzané), 2010
- 100 ans du Port (Plouescat), 2009
- Fête des Ajoncs de l'Aven (Riec-sur-Bélon), 2009
- Festival Gouel an Eost, (Plougoulm) 2008 Dellec'Noz de Plouzané, 25 avril 2009
- Festival Brest 2008

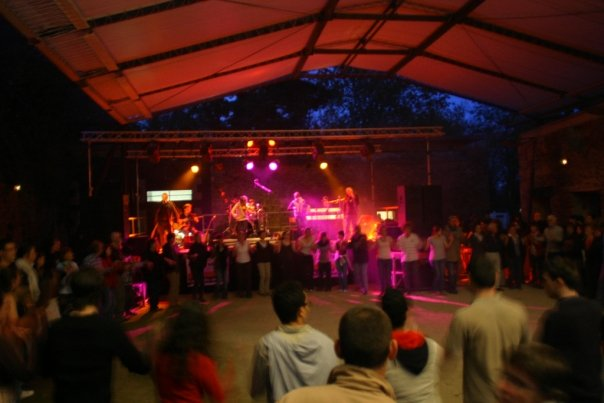
Dellec'Noz de Plouzané, 25 avril 2009

- Cyber Fest noz (duplex avec le Zénith de Paris), 2007
- Jeux Nautiques Interceltiques, 2007
- Semaine du Golfe du Morbihan (Auray), 2007
- Festival interceltique de Lorient, 2005
- Journées Occitanes (Tarn-et-Garonne), 2005
- Semaine du Golfe du Morbihan (Séné), 2005
- Rencontres Folk à Chatelaillon-Plage (Charente), 2005
- Festival Brest 2004 (Espace Terres de Bretagne), 2004
- Concert-Festival dans la Sarthe à Pruillé-l'Éguillé, 2002